# Lhotka nad Bečvou
Lhotka nad Bečvou (deutsch Lhota an der Betschwa, früher Lhottka) ist ein Ortsteil der Gemeinde Lešná in Tschechien. Er liegt fünf Kilometer nordwestlich von Valašské Meziříčí und gehört zum Okres Vsetín.

## Geographie
Lhotka nad Bečvou befindet sich am Fuße der Mährisch-Schlesischen Beskiden und der Kelčská pahorkatina  im Osten des Hornomoravský úval (Obermährische Senke). Das Dorf liegt am rechten Ufer der Bečva. Nordöstlich erhebt sich die Slaná voda (414 m), im Süden die Strážka (424 m) sowie südwestlich die Choryňská stráž (375 m). Nordwestlich des Dorfes liegen die Teiche Velký choryňský rybník und Malý choryňský rybník. Durch Lhotka führt die Eisenbahnstrecke von Hranice nach Vsetín. Am nördlichen Ortsrand verläuft die Europastraße 442/Staatsstraße I/35 zwischen Hranice und Valašské Meziříčí. Gegen Südosten befindet sich das Industriegebiet von Valašské Meziříčí.
Nachbarorte sind Lešná und Lešenský Mlýn im Norden, Vysoká, Jasenice und Příluky im Nordosten, Bynina im Osten, Krásno nad Bečvou, Vrbí und Juřinka im Südosten, Za Vodou, Hájky und Lhota im Süden, Choryně im Südwesten, Střítež und Střítežík im Westen sowie Hustopeče nad Bečvou und Poruba im Nordwesten.

## Geschichte
Die erste schriftliche Erwähnung des zur Herrschaft Krásno gehörigen Dorfes erfolgte 1374 unter dem Namen Žabokrky. Wenig später wurde der Ort als Lhotka bezeichnet. Im Jahre 1406 wurde das Dorf an die Herrschaft Lešná angeschlossen und Lhotka Lešenská genannt. Aus dem Jahre 1506 ist der Ortsname Lhota nad Beczwau und von 1540 Lhotka bzw. Žabokrky überliefert. Weitere Namensformen sind Lhotka Záhumne (1580), Lhotka za humny (1585), Lhota (1676) und Lhotka (1718). Während des Dreißigjährigen Krieges wurde das Dorf geplündert und die Bewohner drangsaliert. Die Bewohner des Dorfes lebten von der Landwirtschaft und dem Kleingewerbe. Das Dorf war mehrfach von Hochwassern der Bečva betroffen.
Nach der Aufhebung der Patrimonialherrschaften bildete Lhotka/Lhottka ab 1850 eine Gemeinde in der Bezirkshauptmannschaft Valašské Meziříčí. Ab 1880 trug die Gemeinde den Namen Lešenská Lhotka und zwischen 1890 und 1910 den Namen Lhota u Lešné. Im Jahre 1923 entstand in dem Ort eine Schule, die nach dem Präsidenten Tomáš Garrigue Masaryk benannt wurde. Der heutige Ortsname wurde 1924 eingeführt. Nach der Aufhebung des Okres Valašské Meziříčí wurde Lhotka nad Bečvou 1960 dem Okres Vsetín zugeordnet. Die Schule wurde 1974 geschlossen. 1976 erfolgte die Eingemeindung nach Lešná. 1991 wurden in Lhotka nad Bečvou 247 Einwohner gezählt. Beim Zensus von 2001 lebten in den 77 Wohnhäusern des Dorfes 231 Personen.

## Sehenswürdigkeiten
- Kapelle der hl. Cyrill und Method am Dorfanger, errichtet 1872
- Naturreservat Choryňský mokřad, Feuchtgebiet am Teich Velký choryňský rybník